# ローザンヌ学派
ローザンヌ学派（ローザンヌがくは、英語：Lausanne School）は、一般的には、レオン・ワルラスに始まり、ヴィルフレド・パレート、クヌート・ヴィクセル、グスタフ・カッセルに受け継がれ、精緻な数学的手法を駆使することを特徴とするミクロ経済学の中核をなす経済学者の一派。ローザンヌ大学が研究の拠点だったことから呼ばれる。なお、パレートは主義・主張を超えた経済現象の非主観的認識論に傾き、ワルラスによって指名された直接の後継者ではあったが、ワルラスの社会主義的理念ないし思想を嫌い、両者の関係は必ずしも良くなかった。パレートから広がる系列とは別に、ワルラスの社会・経済思想に配慮した研究は、ローザンヌ大学のブスケ、ボソン、ブジノ等の研究者によって続けられ、今日に至っている。

## 業績
当初、ジェボンズ、メンガーと共に、この二人とは独立して限界効用から価値を説明しようとする限界革命（当初、限界効用革命と呼ばれたものの、後、「効用」という主観的概念を排除する形で分析手段を強調する、この表記がなされるようになった）の出発点と評価されていた。しかし、現在ではウィリアム・ジャッフェの指摘以来、その業績の中心は経済学への数学の応用と並んで、多数財の需給同時均衡を方程式により解明しようとする一般均衡理論に主眼が置かれて評価されている。一般均衡論がミクロ経済学の標準的な理論として認知されるに従って、拡散していき、ケンブリッジ学派やオーストリー学派程明確な学派として残っているとは言い難い。
アルフレッド・マーシャルの部分均衡分析と合わせてミクロ経済学の素地が作り上げられた。しかし、部分均衡論が一財の市場に注目し、一時、短期、長期、超長期という時間的拡大を目指したのに対して、一般均衡論は（複数財の相互依存性に注目しているため）、二財交換、多数財交換のモデルから出発して生産の理論、信用の理論へと拡大していく。この点で、視点と方法は大きく異なる。なお、ワルラス自身は、数学を用いた自らのモデルを現実から抽象し多要素を元にして再構成したモデルであり、現実そのものと言うより、仮説的な理念モデルであることを、主著の『純粋経済学要論』（意味するところは『理論経済学要論』）で断っており、そのままに現実に適用出来るものとはしていない。更に、自らのモデルは絶対的自由競争（完全競争）の下での、交換を通じての各個人の経済的厚生の（前提となる初期条件による相対的）最大化を示すこと、更には、自由競争が適用されるべき範囲とそうするべきではない「社会的効用」に関わる範囲とを画定することだと、明記している。

## 学者
- レオン・ワルラス
- ヴィルフレード・パレート
- クヌート・ヴィクセル
- グスタフ・カッセル